# Bipolaris victoriae
Espèce
Bipolaris victoriae est une espèce de champignons ascomycètes de la famille des Pleosporaceae. Le stade téléomorphe est Cochliobolus victoriae.
Ce champignon est l'agent de l'helminthosporiose de l'avoine.

## Synonymes
Selon Catalogue of Life (14 septembre 2014) :
- Cochliobolus victoriae R.R. Nelson 1960,
- Drechslera victoriae (F. Meehan & H.C. Murphy) Subram. & B.L. Jain 1966,
- Helminthosporium sativum var. victoriae (F. Meehan & H.C. Murphy) H.R. Rosen, Wiser & J.O. York 1953,
- Helminthosporium victoriae F. Meehan & H.C. Murphy 1946.